# Bunnahabhain

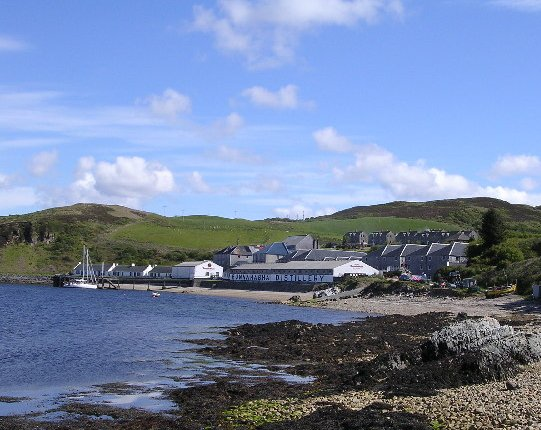
Bunnahabhains whiskydestilleri

Bunnahabhain Bu-na-ha-venn, är ett whiskydestilleri på ön Islay på Skottlands västkust. Namnet betyder flodmynning. 
Destilleriet grundades 1881 och har förutom ett kort stopp på 1980-talet varit i produktion hela tiden. Whiskyn är till skillnad från andra whiskysorter från Islay inte kraftigt rökt. Mildare i smaken, lätt rök, söt och med smak av tång. Numera gör de en kraftigt rökig whisky som finns på Systembolaget. 
Destilleriet byggde under 2006 om hela sitt avloppssystem och hade flera månaders uppehåll i produktionen. Detta tillsammans med att destilleriet nyligen bytte ägare kommer att innebära att whiskyn kommer att vara svår att få tag på om några år.[när?] De nya ägarna köpte inte ut det gamla lagret vid övertagandet, och den whisky som säljs idag[när?] är från de gamla ägarnas lager.
På vägen till destilleriet finns en berömd, ofta fotograferad, liggande whiskytunna. På sidan som är vänd emot den som skall till destilleriet står det "Bunnahabhain Distillery" med en pil rakt fram och på andra sidan "Other Places" (andra ställen) med en pil rakt fram. Till saken hör att vägen till destilleriet är lång och ytterst smal. På den vägen skall besökare och all trafik med tunga lastbilar till destilleriet samsas. Mötesplatserna är få så var beredd att backa till närmaste mötesplats. Destilleriet ligger otroligt vackert vid vattnet och vid foten av en brant sluttning. På andra sidan vattnet finns bergstoppar och utsikten är mycket vacker liksom vägen dit.